# Polsko-Afrykańska Izba Przemysłowo-Handlowa
Polsko-Afrykańska Izba Przemysłowo-Handlowa (ang. Polish-African Chamber of Commerce and Industry) – utworzona w 2013 pod nazwą Polsko-Afrykańskiej Izby Gospodarczej organizacja samorządowa mająca na celu rozwój stosunków gospodarczych pomiędzy Polską a państwami kontynentu afrykańskiego. Jej honorowym prezesem był Jan Kulczyk.
Izba to inicjatywa polskich ambasadorów, obecnych konsulów honorowych w Afryce, przedsiębiorców afrykańskich i polskich, ekspertów, którzy pracowali lub pracują w Afryce, afrykańskich absolwentów polskich szkół wyższych oraz zaangażowanych gospodarczo członków z mieszanych małżeństw polsko-afrykańskich.

## Siedziba
mieści się przy ul. Plutonu AK "Torpedy" 41 (adres rejestrowy), biuro izby w Atrium Centrum z 2001 w al. Jana Pawła II 27 (2023).